# Jan Worogowski
Jan Worogowski (ros. Ян Вороговский, ur. 7 sierpnia 1996 w Tałgarze) – kazachski piłkarz grający na pozycji pomocnika.

## Kariera piłkarska

### Kariera klubowa
Worogowski rozpoczął karierę w 2013 roku w Ak Bułaku Tałgar. Następnie występował w Sungkarze Kaskeleng i Kajsarze Kyzyłorda, a obecnie gra w Kajracie Ałmaty.

### Kariera reprezentacyjna
W reprezentacji Kazachstanu zadebiutował 10 czerwca 2017 roku w meczu eliminacji do Mistrzostw Świata przeciwko Danii. Dotychczas rozegrał cztery spotkania zdobywając jedną bramkę.
| Mecze i gole w reprezentacji | Mecze i gole w reprezentacji | Mecze i gole w reprezentacji | Mecze i gole w reprezentacji | Mecze i gole w reprezentacji | Mecze i gole w reprezentacji | Mecze i gole w reprezentacji |
| Kazachstan                   | Kazachstan                   | Kazachstan                   | Kazachstan                   | Kazachstan                   | Kazachstan                   | Kazachstan                   |
| Lp.                          | Data                         | Miasto                       | Przeciwnik                   | Gol                          | Wynik                        | Rozgrywki                    |
| ---------------------------- | ---------------------------- | ---------------------------- | ---------------------------- | ---------------------------- | ---------------------------- | ---------------------------- |
| 1.                           | 10.06.2017                   | Ałmaty                       | Dania                        |                              | 1:3                          | el. MŚ 2018                  |
| 2.                           | 05.06.2018                   | Astana                       | Azerbejdżan                  |                              | 3:0                          | towarzyski                   |
| 3.                           | 16.10.2018                   | Astana                       | Andora                       |                              | 4:0                          | LN 2018/2019                 |
| 4.                           | 21.03.2019                   | Astana                       | Szkocja                      | Gol                          | 3:0                          | el. ME 2020                  |